# Глок
Глок је фамилија аустријских полуаутоматских пиштоља од ливеног полимерског рама чији је први практичан модел развијен 1980. године.
Одликује их прецизност, поузданост, трајност, велики капацитет оквира без обзира на калибар, отпорност на корозију, климатске услове и механичка деловања, једноставно одржање, мали број делова (33 односно 34) и мала тежина као једна од посебних одлика. Аустријска војска и полиција пиштољ уводе у службу под ознаком „P80“ (касније Глок 17), први од много дизајнираних и произведених од аустријске компаније. Исти се модел 1988. године уводи у наоружање у Шведској, Норвешкој и Холандији под ознаком „Pistol 88“. Ознаку 17 пиштољ добија због тога што је Гастон Глоку то био 17-ти патент, мада појединци мисле да му је у питању био капацитет оквира. Данас се пиштољ Глок продаје у више од 100 земаља света, а као службено и полицијско оружје користи се у више од 60 земаља.